# Élections constituantes de 1946 dans le Tarn
Les élections constituantes françaises de 1946 se tiennent le 2 juin. Ce sont les deuxièmes élections constituantes, après le rejet du projet de Constitution française du 19 avril 1946 lors du référendum du 5 mai.

## Mode de scrutin
L'assemblée constituante est composée de 586 sièges pourvus au scrutin proportionnel plurinominal suivant la règle de la plus forte moyenne dans chaque département, sans panachage ni vote préférentiel.
Dans le département de la Tarn, quatre députés sont à élire.

## Élus
| Député sortant        | Parti | Parti | Député élu ou réélu   | Parti | Parti |
| --------------------- | ----- | ----- | --------------------- | ----- | ----- |
| Roger Garaudy         |       | PCF   | Roger Garaudy         |       | PCF   |
| Salomon Grumbach      |       | SFIO  | Maurice Deixonne      |       | SFIO  |
| François Reille-Soult |       | MRP   | François Reille-Soult |       | MRP   |
| Clément Taillade      |       | MRP   | Clément Taillade      |       | MRP   |

## Résultats

### Résultats à l'échelle du département
| Parti    | Parti                                          | Tête de liste         | Résultats | Résultats | Sièges |  |
| Parti    | Parti                                          | Tête de liste         | Voix      | %         |        |  |
| -------- | ---------------------------------------------- | --------------------- | --------- | --------- | ------ |  |
|          | Mouvement républicain populaire                | François Reille-Soult | 61 107    | 39,79     | 2      |  |
|          | Parti communiste français                      | Roger Garaudy         | 37 403    | 24,36     | 1      |  |
|          | Section française de l'Internationale ouvrière | Maurice Deixonne      | 36 447    | 23,74     | 1      |  |
|          | Rassemblement des gauches républicaines        | Bernard Lafay         | 18 604    | 12,12     | -      |  |
|          |                                                |                       |           |           |        |  |
| Inscrits | Inscrits                                       | Inscrits              | 192 640   | 100,00    | 4      |  |
| Votants  | Votants                                        | Votants               | 157 497   | 81,76     |        |  |
| Exprimés | Exprimés                                       | Exprimés              | 153 561   | 97,50     |        |  |